# Tit Veturi Calví
Tit Veturi Calví (en llatí Titus Veturius Calvinus) va ser un magistrat romà.
Va ser dues vegades cònsol de Roma, el 334 aC i el 321 aC. En el segon consolat va tenir per col·lega Espuri Postumi Albí i tots dos van dirigir l'exèrcit romà contra el Samni, en el curs de la Segona Guerra Samnita.
Els samnites estaven ara manats pel més competent general de la nació, Gai Ponci, fill d'Herenni, el més capacitat home d'estat samnita. Pontius va establir el seu camp a la vora de Caudium i va enviar espies (disfressats de pastors) a Calàtia, on els cònsols havien establert el campament romà. Els mateixos pastors van ser interrogats pels romans i tots van dir el mateix: les forces samnites eren a la Pulla, atacant Lucèria. Això havia de portar als romans cap a Lucèria que era la seva aliada, i per arribar-hi hi havia dos camins: un que seguia la costa de la mar Adriàtica per país obert (que era la ruta més llarga) i un altre pel pas anomenat de les Forques Caudines, de fet dos passos estrets, fondos, amb turons a cada costa i una cadena continua de muntanyes però amb una plana d'herba al mig entre els dos passos. Les forces romanes van seguir aquesta darrera ruta i van passar el primer pas sense problema fins que van ser aturats en arribar al segon per una empallissada i atacats des de les altures amb pedres. Es van retirar ràpidament, però en arribar al primer pas també el van trobar tallat i van quedar rodejats d'enemics i sense saber què fer.
Tampoc els samnites es decidien a l'atac. Ponci va escriure al seu pare Herenni per demanar el seu consell. Herenni va dir que s'havia de deixar sortir als romans lliurement, sense fer res, però el consell va ser rebutjat i se li va demanar una altra possibilitat. Llavors va respondre que matessin tots els romans. Convidat al camp samnita a explicar aquests dos consells tan contradictoris, Herenni va dir que el primer asseguraria la pau i amistat amb Roma, i el segon retardaria la derrota final samnita per alguns anys. Després de discutir, no es va adoptar cap de les dues opcions.
Els romans mentre, després d'alguns intents de trencar el setge, van enviar emissaris als samnites demanant la pau o la batalla. Ponci va dir que la guerra estava acabada i que els romans havien de reconèixer la seva posició i si volien salvar-se havien d'entregar les armes i passar sota el jou. La resta de condicions eren: evacuació del Samni i de les colònies romanes de Cales i Fregellae (que s'havien establert violant els acords) i un tractat d'amistat entre dos estats sobirans. Els cònsols romangueren sense paraules en conèixer les propostes. Luci Corneli Lèntul, el més veterà dels oficials de l'estat major, va proposar acceptar les condicions, però van deixar clar que el tractat final no tindria força fins que es revestís de tot el cerimonial: aprovació del senat i intervenció dels fecials. Com que la signatura es retardaria, 600 cavallers van haver de ser entregats com a ostatges, responent amb les seves vides en cas que els termes de la capitulació no es respectaren.
Finalment l'exèrcit va haver d'entregar les armes i passar desarmats sota el jou, rebent els insults de l'enemic. Així van poder retornar a Roma. Els cònsols, mig despullats, van ser els primers a passar, i al darrere, els legionaris. A la nit del mateix dia l'exèrcit derrotat va arribar a prop de Càpua, ciutat on van ser rebuts i se'ls va donar tot el possible: provisions, robes, armes i als cònsols noves insígnies i els va rebre el senat local.
L'hivern del 321 al 320 aC el Senat romà discutí el tractat amb els samnites. El vell senador Ofil·li Calavi, d'una família destacada de Càpua (fill del senador Ovi Calavi) i amb una carrera important, va criticar l'actuació dels generals que havien signat l'acord i fins i tot als soldats, de qui digué que no serien admesos a la ciutat. Així i tot, a l'arribada dels soldats, els romans se'n van apiadar i els van rebre, de nit, i passaren a les seves llars sense poder sortir durant uns dies cap al Fòrum. Els cònsols van refusar exercir les seves funcions per vergonya llevat d'un d'ells, que va nomenar un dictador per dirigir les eleccions, càrrec que va recaure en Quint Fabi Ambust i amb Publi Eli Pet com a magister equitum. Aquests nomenaments, però, hom els considerà irregulars, i els van substituir Marc Emili Pap com a dictador i Luci Valeri Flac com a magister equitum. Però a aquests hom tampoc no els permeté de conduir les eleccions, cosa que denota el malestar del poble amb els magistrats en general, i la direcció de la república va ser transferida a l'interrex Quint Fabi Màxim Rul·lià i tot seguit a Marc Valeri Corvus, que va ser qui finalment va dirigir les eleccions dels cònsols.
Quint Publili Filó i Luci Papiri Cursor Mugil·là, considerats els millors generals del seu temps, van ser elegits cònsols amb general aprovació. El mateix dia de l'elecció van entrar en funcions per decret del senat. Després de les cerimònies protocol·làries es van posar a la feina sobre la capitulació de les Forques Caudines. Publili, cònsol a qui corresponia la presidència, va cridar a parlar Espuri Postumi, el cònsol derrotat, qui va assumir la responsabilitat de la desgràcia, però va assegurar que la pau no es va fer en nom del poble romà i va demanar la represa de la guerra, però sense passar les fronteres fins a anul·lar les obligacions contretes al tractat garantit pels mateixos cònsols. Els tribuns del poble Luci Livi i Quint Meli van protestar, però finalment van retirar les objeccions, i Postumius va fer un excel·lent discurs, recomanant la guerra i rebutjant que els compromisos contrets foren legals i vinculessin els déus i tot el poble. Postumi i Veturi Calví, van resignar el seu càrrec i van ser posats a disposició dels fecials i conduïts amb la resta de garants a Caudium, per esser entregats als samnites. El sacrifici dels cònsols va permetre doncs al Senat rebutjar el tractat.
Tot seguit es va iniciar l'allistament de voluntaris per la guerra i es van formar nou legions (a part de les tropes que s'havien salvat) i l'exèrcit va sortir cap a Caudium. Els fecials van entrar a la cambra del consell samnita on estava assegut Gai Ponci Hereni, al qual van explicar que els cònsols havien estat culpables d'un crim per comprometre una pau que no podia ser acceptada, i per això els entregaven, lliurant així de la culpa Roma. Llavors Postumi es va declarar ciutadà samnita i va acostar el ganivet al fecial i el va ferir lleument, cosa per la qual els romans van al·legar violació dels drets d'un fecial (que eren inviolables com a missatgers a la guerra) i que encara tenia més força la seva decisió de reprendre la guerra. Ponci va demanar a Postumi perquè ofenia els déus i cancel·lava l'acord i trencava la seva paraula i perquè recorria a ferir un fecial com a ciutadà samnita per fer la guerra. Finalment els samnites van deixar lliures els romans, simbolitzant que no acceptaven el trencament de la seva paraula, però els romans van considerar que això els alliberava dels seus compromisos.